# Altea (stad)
Altea is een gemeente en stadje in Spanje, gelegen aan de Middellandse Zee in de provincie Alicante en ligt op zo’n 7 km van Benidorm op zo'n 50 kilometer ten noordoosten van de stad Alicante en zo'n 100 kilometer ten zuiden van de stad Valencia. Altea heeft een oppervlakte van 34 km² en telt 21.739 inwoners (1 januari 2016).

## Geschiedenis
De Iberiërs vestigden zich hier als eersten bij de monding van de Algar. Later vestigden de Grieken hier een marktplaats, genaamd Althaia, naar Althaea de moeder van Meleager uit de Griekse mythologie. Zowel de naam van de rivier als van de stad hebben een geneeskrachtige connotatie, waardoor wel wordt verondersteld dat dit vroeger een geneeskundig en heilzaam oord was. Ook de Romeinen vestigden zich langs deze kust. Hiervan zijn verschillende archeologische resten aangetroffen, zoals de villa en badhuis in het nabije Museo al Aire Libre Villa Romana in L'Albir (gemeente L'Alfàs del Pi). 
Gedurende de Moorse tijd maakte de stad en omgeving deel uit van het emiraat Dénia en stonden hier diverse boerderijen, zoals d'Albalat en Benasquer. De Arabieren zorgden voor de nog steeds bestaande irrigatiesystemen, waardoor de mogelijkheden voor landbouw en fruitteelt sterk verbeterden. In 1244 heroverde Jacobus I van Aragón het Iberisch Schiereiland op de Moren. Deze Reconquista en de strijd tegen de Moorse piraten (de Barbarijse zeerovers) wordt in Altea nog jaarlijks in september gevierd tijdens de Moren en Christenen (Moros y Cristianos) feesten.
Geleidelijk werd de streek herbevolkt met christenen en werd de stad versterkt en ommuurd. Dit deel is nu bekend als de oude stad, ofwel de Casco antiguo de Altea. Op het hoogste punt staat hier de Església de la Mare de Déu del Consol d'Altea, waarvan de blauwe koepels tegenwoordig het 'visitekaartje' van Altea vormen. In 1729 kreeg Altea ook stadsrechten. Gedurende de achttiende en negentiende eeuw woonden er circa 5.000 mensen, die zich vooral bezighielden met landbouw en visserij. Pas met de start van het (massa)toerisme vanaf de jaren vijftig van de twintigste eeuw nam de bevolkingsomvang flink toe en pas toen werd de landstrook tussen de oude stad en de zee bebouwd.

## Geografie
Altea ligt aan de Costa Blanca aan de Middellandse Zee in de provincie Alicante aan de baai van Altea die begrensd wordt door de Morro de Toix (285 m.) in het noorden en de Punta Bombarda (54 m.) in het zuiden. Altea wordt beschermd tegen de noordenwind door de Sierra de Bernia (1121 m.). De kust bestaat grotendeels uit zand- en kiezelstranden. Er zijn drie verschillende havens. De gemeente Altea bestaat uit de stad zelf, de dorpjes Altea la Vella en Olla, alsmede de uitgebreide urbanisaties op de helling van de Sierra de Bernia. Altea is gelegen tussen de steden Valencia (100 km naar het noorden) en Alicante (50 km naar het zuiden) en is bereikbaar via de snelweg AP-7 (afrit 64) en de N-332. De gemeente heeft ook een viertal stations aan lijn 9 van de Tram van Alicante die de stad via Benidorm verbindt met Dénia.
Vanuit de richting van Callosa d'en Sarrià loopt de (meestal droogstaande) rivier de Algar die aan de noordzijde van de stad uitmondt in zee. De benedenloop van de Algar heeft de (beschermde) status van drasland (Engels: wetland) gekregen. Andere kenmerken zijn Cap Negret, de vuurtoren van Albir op de Punta Bombarda en de kleine eilandjes Isla Negra en Isla de La Olla.
Altea heeft een kustlijn van circa 6 km. met kliffen, kleine baaien en lange stukken vlak strand, waaronder:
- het strand Playa de la Roda bij het oude stadscentrum
- het grootste strand van Altea is het iets zuidelijker van het centrum gelegen Cap Blanch dat grenst aan het strand van Albir, dat behoort tot de gemeente Alfaz del Pi
- noordwaarts van het centrum ligt het kiezelstrand Playa de Cap Negret
- nog iets verder noordwaarts ligt het strand van L'Olla tegenover het gelijknamig eilandje

De kust ten zuiden van Calpe zou een microklimaat hebben waardoor de winters duidelijk warmer (zouden) zijn dan ten noorden van Calpe. Dat maakt Altea en omgeving zeer aantrekkelijk voor overwinteraars uit onder andere Nederland, Engeland, Scandinavië en Duitsland.

## Demografische ontwikkeling
Bron: INE; volkstellingen

## Politiek en bestuur

### Gemeenteraad
De gemeenteraad (ayuntamiento) van Altea bestaat uit 21 leden (consejales). Hieronder volgt de samenstelling van de gemeenteraad na de gemeenteraadsverkiezingen vanaf 2007:
| Partij            | 2007 | 2011 | 2015 |
| PP                | 9    | 10   | 7    |
| Compromís         | -    | 3    | 6    |
| PSOE              | 8    | 5    | 4    |
| CIPAL             | -    | 3    | 2    |
| Altea amb Trellat | -    | -    | 2    |
| BLOC              | 3    | -    | -    |
| CIU ALT           | 1    | -    | -    |

Ter toelichting: CIPAL en Altea amb Trellat zijn lokale partijen, in tegenstelling tot de landelijke Partido Popular (PP) en Partido Socialista Obrero Español (PSOE). Compromís per Altea is een coalitie van Bloc Nacionalista Valencià (BLOC), Iniciativa del Poble Valencià (IdPV) en Els Verds – Esquerra Ecologista del País Valencià; een coalitie die in de gehele autonome regio Valencia bestaat.

### Burgemeester
| Període     | Naam                    | Partij    |
| 1979 - 1983 | Juan Alvado Pérez       | UCD       |
| 1983 - 1987 | Juan Alvado Pérez       | GIA       |
| 1987 - 1991 | Juan Alvado Pérez       | CDS       |
| 1991 - 1992 | Miguel Ortiz Zaragoza   | PP        |
| 1992 - 1995 | Bautista Borja Zaragozí | CDS       |
| 1995 - 1999 | Miguel Ortiz Zaragoza   | PP        |
| 1999 - 2003 | Miguel Ortiz Zaragoza   | PP        |
| 2003 - 2007 | Miguel Ortiz Zaragoza   | PP        |
| 2007 - 2011 | Andrés Ripoll Llorens   | PSOE      |
| 2011 - 2015 | Miguel Ortiz Zaragoza   | PP        |
| 2015 -      | Jaume Llinares Cortés   | Compromís |

### Dagelijks bestuur
Na de gemeenteraadsverkiezingen van 2015 is onder voorzitterschap van burgemeester Jaume Llinares Cortés (Compromís) een nieuw dagelijks bestuur geformeerd, dat naast de burgemeester nog bestaat uit vijf vertegenwoordigers van Compromis, vier van PSOE en twee van Altea amb Trellat.

## Economie
De landbouw, met name de teelt van citrusvruchten en mispels, en de visserij waren lange tijd de belangrijkste bronnen van inkomen. Hiernaast is sinds de jaren vijftig van de twintigste eeuw het toerisme steeds belangrijker geworden dankzij het mediterrane klimaat, de stranden en het karakteristieke stadscentrum. Inmiddels levert het toerisme de belangrijkste bijdrage aan de lokale economie.
Ook de ontwikkeling van de urbanisaties iets ten noorden van Altea, waaronder Altea Hills door bouwmaatschappij Ballester, vormt een belangrijke bron van gemeentelijke (belasting)inkomsten. 

## Cultuur en bezienswaardigheden
Altea werd in de jaren vijftig en zestig van de twintigste eeuw ook een ontmoetingsplaats voor allerlei kunstenaars, schilders, schrijvers, enz., waardoor het ook de naam van kunstenaarsstad kreeg. Nog steeds geldt de stad als een belangrijke culturele plaats en is de Culturele hoofdstad van de regio Valencia. In 2001 werd hier ook de Faculteit voor Schone Kunsten van de Universiteit Miguel Hernández van Elche (UMH) gevestigd. Het Palau de Altea is een muziek- en congrescentrum met 859 plaatsen. 
De belangrijkste bezienswaardigheden zijn:
- De Casco antiguo de Altea met de Església de la Mare de Déu del Consol d'Altea, de Torre de la Galera en de Torre de Bellaguerda
- Het dorpje Altea la Vella
- De Russisch-orthodoxe kerk (Iglesia Ortodoxa Rusa) ter hoogte van Altea Hills
- De bergketen Sierra de Bernia

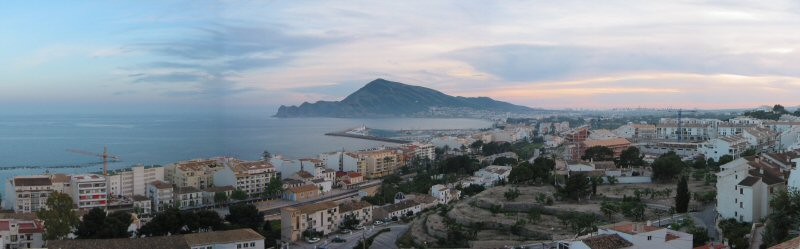
Uitzicht op de kuststrook van Altea vanaf het plein bij de kerk
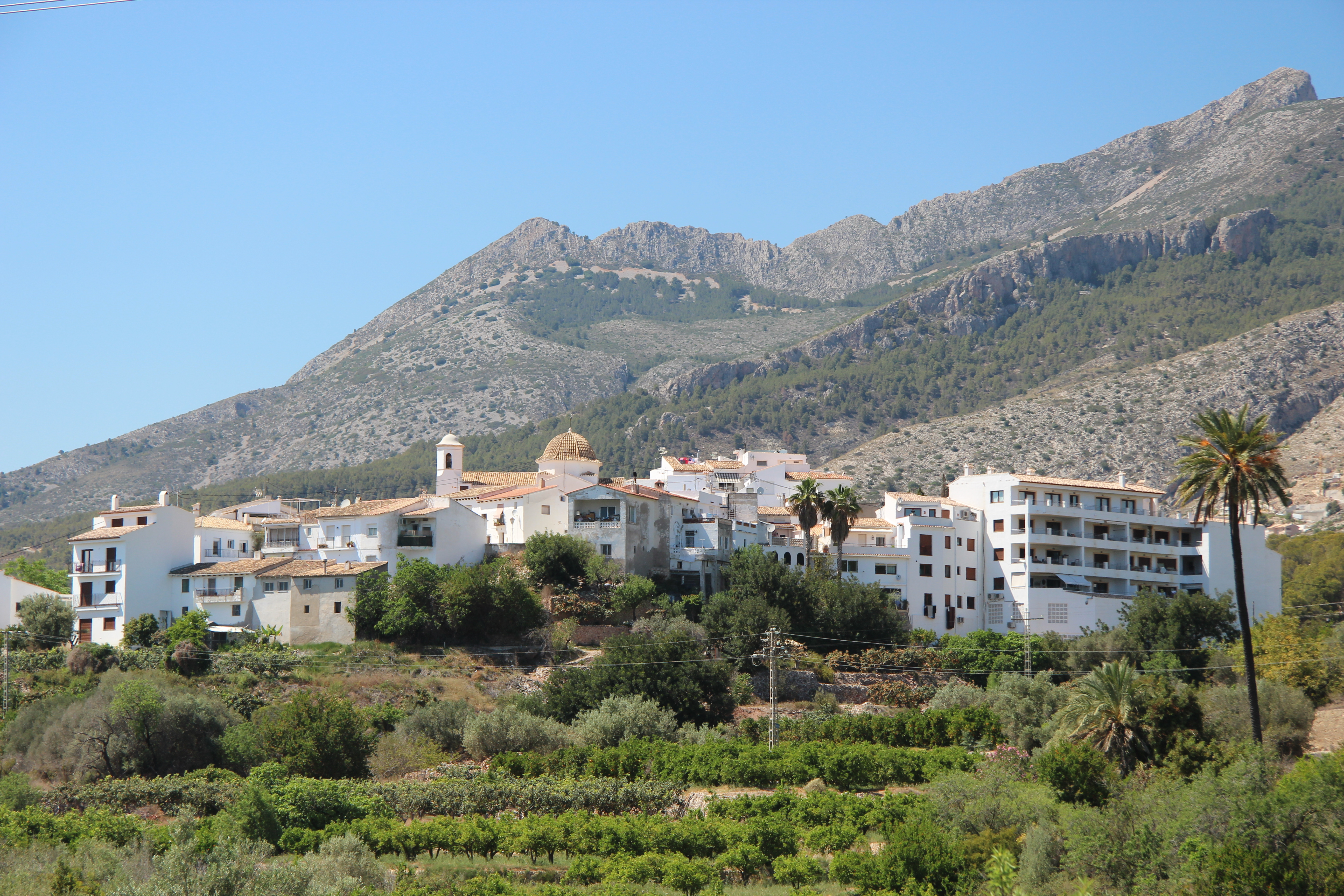
Het dorpje Altea la Vella
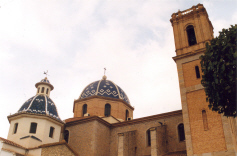
Detail van de Església de la Mare de Déu del Consol d'Altea
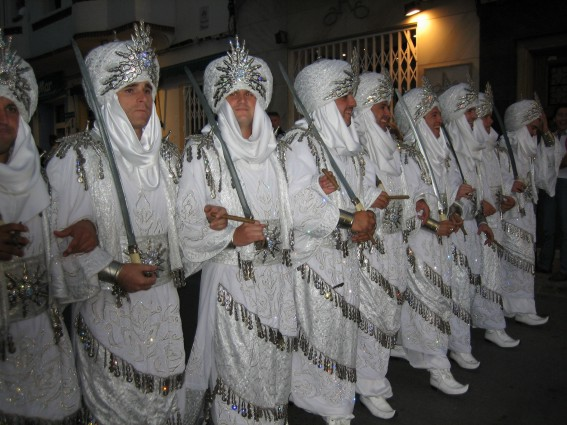
"Moren" in een optocht in Altea, eind september

## Festiviteiten
- In februari is in het dorp Altea la Vella het feest van Cristo de la Salud
- In juni wordt rond de langste dag Sant Joan gevierd culminerend in de Noche de San Juan, de Spaanse midzomernachtviering met veel eten, drinken en muziek op het strand.
- Eind september is het feest van de Moros y Cristianos ter ere van de Santísimo Cristo del Sagrario en San Blas (patroonheilige van de stad)

## Geboren in Altea
- Jaime Francisco Ripoll Martins (1967), componist, muziekpedagoog, dirigent en klarinettist.

## Douzelage
Altea is een van de oprichters van de Douzelage, een stedenband, waarin in beginsel ieder land uit de Europese Unie met één stad vertegenwoordigd is. De naam Douzelage is een combinatie van het Franse woord "douze" voor twaalf en "jumelage" en staat voor de twaalf oorspronkelijke lidstaten van de Europese Unie in 1991, toen deze associatie werd opgericht in Granville (Frankrijk). Alhoewel het aantal lidstaten in de Europese Unie is toegenomen, is de naam ongewijzigd gebleven. Het doel van de Douzelage is het promoten en verstevigen van de Europese gedachte en het aangaan van educatieve, economische, toeristische, sportieve en culturele banden tussen de steden onderling. Er zijn nu 24 steden aangesloten bij de Douzelage. Er wordt overlegd over de uitbreiding met nog drie steden: Agros in Cyprus, Škofja Loka in Slovenië, en Tryavna in Bulgarije. De aangesloten landen en steden zijn:
- Spanje met Altea - 1991
- Duitsland met Bad Kötzting - 1991
- Italië met Bellagio - 1991
- Ierland met Bundoran - 1991
- Frankrijk met Granville - 1991
- Denemarken met Holstebro - 1991
- België met Houffalize - 1991
- Nederland met Meerssen - 1991
- Luxemburg met Niederanven - 1991
- Griekenland met Preveza - 1991
- Portugal met Sesimbra - 1991
- Verenigd Koninkrijk met Sherborne - 1991
- Finland met Karkkila - 1997
- Zweden met Oxelösund - 1998
- Oostenrijk met Judenburg - 1999
- Polen met Chojna - 2004
- Hongarije met Kőszeg - 2004
- Letland met Sigulda - 2004
- Tsjechië met Sušice - 2004
- Estland met Türi - 2004
- Slowakije met Zvolen - 2007
- Litouwen met Prienai - 2008
- Malta met Marsaskala - 2009
- Roemenië met Siret - 2010